# Futbol galàctic
Futbol galàctic (Galactik Football) és una sèrie d'animació francesa coproduïda per Alphanim, France 2, Jetix Europe i Welkin-Animation. Fou estrenada el 3 de juny de 2006 i està formada per tres temporades de 26 episodis cadascuna. A Catalunya, la sèrie fou estrenada el 10 de juny de 2006 pel canal K3, reemetent-se posteriorment en diverses ocasions pel canal Super3.

## Llista d'episodis

### Primera temporada
| # | Títol                                       | Data d'estrena internacional | Data d'estrena a Catalunya |
| --- | ------------------------------------------- | ---------------------------- | -------------------------- |
| 1 | «El retorn» «The Comeback»                  | 3 de juny de 2006            | 10 de juny de 2006         |
| Una nau espacial arriba al planeta Akílian. A bord hi ha l'Aarch, un exjugador de Futbol Galàctic, l'esport més popular de tota la galàxia. Malauradament, no tothom està content que hagi tornat. En Micro-Ice coneixerà en D'Jok, en Thran i l'Ahito. Què tenen en comú? Que tots són uns apassionats del Futbol Galàctic!                                              |                                             |                              |                            |
| 2 | «Una nova esperança» «A New Hope»           | 4 de juny de 2006            | 17 de juny de 2006         |
| L'Aarch ha desaparegut. Les esperances que havia despertat la seva arribada entre els joves d'Akílian s'han esvaït. De totes maneres, hi ha rumors que l'Aarch vol crear un nou equip de Futbol Galàctic. Si fos veritat, en D'Jok, en Thran i en Micro-Ice faran el que faci falta per formar-ne part.                                                                   |                                             |                              |                            |
| 3 | «El repte» «The Challenge»                  | 10 de juny de 2006           | 18 de juny de 2006         |
| Durant les proves, l'Aarch està convençut que la Lia i els altres posseeixen l'Alè d'Akílian. Només falta un jugador. Podria ser en Rocket? Els membres de la Societat del Flux estan molt preocupats, perquè saben que si l'Aarch és capaç de fer reviure l'Alè després de tant de temps, no l'aturarà ningú.                                                            |                                             |                              |                            |
| 4 | «L'equip» «The Team»                        | 11 de juny de 2006           | 24 de juny de 2006         |
| L'Aarch ja té l'equip format. Avui es dirigiran cap a la Lluna d'Ibo per disputar un partit amistós contra el llegendari equip de Wamba, on juga Lun Zaera, un davanter molt perillós. |                                             |                              |                            |
| 5 | «El capità» «The Captain»                   | 17 de juny de 2006           | 25 de juny de 2006         |
| Avui la Gent de Gel s'enfrontaran als Tigres Vermells per decidir quin equip representarà Akílian a la Copa de Futbol Galàctic. La policia ha detingut la Lia i l'han portat a casa dels seus pares. |                                             |                              |                            |
| 6 | «Segona part» «Second Wind»                 | 18 de juny de 2006           | 1 de juliol de 2006        |
| Som a la mitja part i la Gent de Gel perden per 3-0 contra els Tigres Vermells. Si es volen classificar, han de guanyar el partit. Serà suficient la tornada de la Lia per capgirar el matx? Tot depèn de l'Artegor Nexus. A més, la Societat del Flux continua investigant el passat d'en Clamp.                                                                         |                                             |                              |                            |
| 7 | «El preferit de l'entrenador» «Coach's Pet» | 24 de juny de 2006           | 2 de juliol de 2006        |
| Cada cop hi ha més tensió entre la Gent de Gel. En Micro-Ice vol fer-se amic de la Mei, que només pensa a convertir-se en una gran davantera. Els companys d'en Rocket creuen que va entrar a l'equip per la cara. I avui juguen contra els Rykers, un dels equips més durs de la lliga, coneguts pel seu Crit Metàl·lic.                                                 |                                             |                              |                            |
| 8 | «La tempesta» «The Storm»                   | 25 de juny de 2006           | 8 de juliol de 2006        |
| L'Aarch encara no té clar qui ha de ser el capità de l'equip. En Rocket ha desaparegut i la Lia creu que sap on podria estar amagat, però la tempesta fa molt difícil la recerca. En Clamp cada dia es torna més violent i en Dame Simbai comença a tenir dubtes sobre la seva identitat. Qui és, en realitat?                                                            |                                             |                              |                            |
| 9 | «El partit de revenja» «Revenge Match»      | 1 de juliol de 2006          | 9 de juliol de 2006        |
| En Dame Simbai i l'Aarch continuen tenint dubtes sobre la identitat d'en Clamp, però avui l'entrenador té unes altres prioritats. La Gent de Gel han de jugar el partit de tornada contra els Rikers. Si no guanyen, no podran continuar la competició. Pot ser que avui en Micro-Ice es declari a la Mei...?                                                             |                                             |                              |                            |
| 10 | «Els pirates» «The Pirates»                 | 2 de juliol de 2006          | 15 de juliol de 2006       |
| La Gent de Gel es disposen a jugar contra un altre equip llegendari: els Pirates de Shiloe. La jornada d'avui és imprevisible, perquè es tracta d'un equip que no para de viatjar, sempre preparats per respondre a un possible atac de Technoid. Fins i tot és possible que aparegui en Sonny Blackbones!                                                                |                                             |                              |                            |
| 11 | «El professor» «The Professor»              | 8 de juliol de 2006          | 16 de juliol de 2006       |
| Avui la Gent de Gel juguen el partit de tornada contra els Pirates. Els records de l'antiga relació amb Technoid, fan que en Clamp no s'acabi de concentrar. A més, la Societat del Flux ha descobert el seu passat i cada cop sospiten més d'ell. Els entrenament són tan durs, que els nois ja no tenen ni temps lliure.                                                |                                             |                              |                            |
| 12 | «La fuga» «The Escape»                      | 9 de juliol de 2006          | 22 de juliol de 2006       |
| En ple segrest d'en Clamp per part dels robots de la Technoid, la Sonny ha aconseguit fugir pels conductes de ventilació i s'ha trobat cara a cara amb en Micro-Ice! A l'Acadèmia d'Aarch tothom està molt preocupat i la reaparició d'en Clamp, convertit en una persona totalment diferent, només servirà per enrarir encara més l'ambient.                             |                                             |                              |                            |
| 13 | «La davantera» «The Striker»                | 9 de juliol de 2006          | 23 de juliol de 2006       |
| Avui la Gent de Gel s'han d'enfrontar a les terribles Ombres i en Micro-Ice encara no ha tornat! Com s'ho faran per jugar sense ell?! En D'Jok en culpa la Mei, per la seva insistència de jugar de davantera. A més, ara l'enemic és dins de l'Acadèmia: si no l'aturen ben aviat, el clon d'en Clamp que ha enviat en Bleylock pot arribar a fer molt mal!              |                                             |                              |                            |
| 14 | «Forat negre» «Black Hole»                  | 16 de juliol de 2006         | 29 de juliol de 2006       |
| En Micro-Ice ha tornat quan l'Aarch ja li tenia un substitut. De fet, la Gent de Gel estan a punt d'emprendre el viatge cap al planeta de les Ombres, on han de jugar el partit de tornada. El primer partit no els va anar gaire bé. Si perden ara, ja poden dir adéu a tots els seus somnis. A més, el clon d'en Clamp ja té a punt el seu pla més diabòlic.            |                                             |                              |                            |
| 15 | «Última oportunitat» «Last Chance»          | 17 de juliol de 2006         | 30 de juliol de 2006       |
| Estem a la mitja part del partit contra les Ombres i els nostres herois perden per 3-0. Les provocacions dels seus rivals els han deixat gairebé sense energia. L'únic que encara té forces és en Rocket, però tot sol és molt difícil que se'n surti. Avui en Clamp, que continua segrestat al laboratori de la Technoid, intentarà posar-se en contacte amb l'Acadèmia. |                                             |                              |                            |
| 16 | «L'estadi Gènesi» «Genesis Stadium»         | 24 de juliol de 2006         | 5 d'agost de 2006          |
| La Gent de Gel ja són a l'estadi Gènesi, on hauran de jugar els propers partits. La pressió cada cop és més gran: la fama, els periodistes de tota la galàxia, els seguidors... L'Aarch tindrà una xerrada molt seriosa amb els nostres herois per provar de tranquil·litzar-los. A partir d'ara cada partit serà com una final i no val a badar.                         |                                             |                              |                            |
| 17 | «Prepareu-vos» «Get Ready»                  | 24 de juliol de 2006         | 6 d'agost de 2006          |
| En D'Jok s'ha convertit en la nova estrella del Futbol Galàctic i la Gent de Gel tenen molt clar que són capaços de guanyar els seus pròxims contrincants: els Wambas. L'Aarch, en canvi, sap que tenir massa confiança tampoc no és bo. A més, en Sonny i els Pirates acaben de descobrir la importància del MetaFlux i no tenen gaires bones intencions...              |                                             |                              |                            |
| 18 | «Sota pressió» «Under Pressure»             | 25 de juliol de 2006         | 12 d'agost de 2006         |
| Després d'estar a punt de perdre el partit contra els Wamba, la pressió per la Gent de Gel encara és més evident. A en D'Jok li ha pujat la fama al cap. En Micro-Ice gairebé ni el reconeix. Però el pitjor de tot és que els nostres herois no tenen ni idea de l'amenaça que els ve al damunt!                                                                         |                                             |                              |                            |
| 19 | «L'estrella» «The Star»                     | 26 de juliol de 2006         | 13 d'agost de 2006         |
| Molt aviat la Gent de Gel s'hauran d'enfrontar als Llampecs, els favorits per guanyar la Copa. Aguantarà la pressió en D'Jok? En Clamp encara és al laboratori secret de la Technoid i cada cop està més malalt. En Bleylock li ha ofert un antídot, però a canvi del Metaflux de la Gent de Gel.                                                                         |                                             |                              |                            |
| 20 | «El metaflux» «Metaflux»                    | 27 de juliol de 2006         | 19 d'agost de 2006         |
| La Gent de Gel s'han classificat per jugar la semifinal i per fi ha tornat en Clamp! Però arriba amb una mala notícia: el Metaflux pot ser molt perillós per la salut dels jugadors que el fan servir. Tenen dues opcions: guanyar amb el Metaflux corrent un risc molt gran, o perdre...                                                                                 |                                             |                              |                            |
| 21 | «La sanció» «The Forfeit»                   | 28 de juliol de 2006         | 20 d'agost de 2006         |
| Sense el Metaflux, els nostres joves herois tenen molts problemes per controlar l'Alè d'Akílian. Tenen molt poques probabilitats de guanyar el partit contra l'equip de la Technoid. A més, en Bleylock acaba de rebre una trucada que li permetrà tirar endavant el seu pla...                                                                                           |                                             |                              |                            |
| 22 | «Vincles familiars» «The Missing Link»      | 29 de juliol de 2006         | 26 d'agost de 2006         |
| En D'Jok ha confessat a en Micro-Ice que en Sonny Blackbones és el seu pare. El pitjor de tot, però, és que en D'Jok ha desaparegut durant la segona semifinal entre les Ombres i els Ciclops. Pot ser que la Gent de Gel es quedin sense el seu millor jugador a les portes de la gran final?                                                                            |                                             |                              |                            |
| 23 | «Xantatge» «Blackmail»                      | 30 de juliol de 2006         | 27 d'agost de 2006         |
| Som a la festa que se celebra abans de la gran final i en D'Jok es nega a parlar amb cap dels seus companys. Està molt amoïnat, i amb tota la raó del món. Si vol tornar a veure el seu pare viu, la Gent de Gel han de perdre la final. Sacrificarà el partit per salvar el seu pare?                                                                                    |                                             |                              |                            |
| 24 | «El duel» «The Duel»                        | 30 de juliol de 2006         | 2 de setembre de 2006      |
| Moments abans de la final, l'Aarch no veu gens clar que la Gent de Gel puguin proclamar-se campions. L'Ahito no para de tenir malsons, en Rocket no es parla amb la Tia i en D'Jok encara no sap què fer: si guanyen la final, el seu pare morirà. En Sinedd, que n'està al corrent, li farà una oferta...                                                                |                                             |                              |                            |
| 25 | «El traïdor» «The Traitor»                  | 31 de juliol de 2006         | 3 de setembre de 2006      |
| Falten pocs minuts perquè arribi el moment que tots els nostres herois fa temps que somien: la gran final de la Copa del Futbol Galàctic! Sacrificarà el partit, en D'Jok, per salvar el seu pare? O potser en Maya el convencerà que no ho faci? I els Pirates, s'aliaran amb la Technoid per salvar en Sonny?                                                           |                                             |                              |                            |
| 26 | «La copa» «The Cup»                         | 1 d'agost de 2006            | 9 de setembre de 2006      |
| A l'estadi Gènesi tothom està amb l'ai al cor: en D'Jok està a punt de xutar una falta per empatar el partit. L'Aarch sap que en D'Jok vol sabotejar el partit per salvar el seu pare, però els Pirates acaben d'arribar al lloc on en Bleylock té en Sonny presoner. |                                             |                              |                            |

### Segona temporada
| # | Títol                                                | Data d'estrena internacional | Data d'estrena a Catalunya |
| --- | ---------------------------------------------------- | ---------------------------- | -------------------------- |
| 27 | «Retorn a Gènesi» «Return to Genesis»                | 5 d'abril de 2008            | 27 de setembre de 2008     |
| Quatre anys després de la seva victòria al Campionat de Futbol Galàctic, la Gent de Gel tornen a l'Estadi Gènesi per intentar de nou la proesa, sabent, és clar, que hauran de fer front a molts altres reptes. L'equip té problemes: l'Ahito té una malaltia misteriosa i haurà de tornar a Akília. La Yuki, la seva cosina, podria ser una bona substituta...                   |                                                      |                              |                            |
| 28 | «L'expulsió» «The Suspension»                        | 6 d'abril de 2008            | 28 de setembre de 2008     |
| Després d'utilitzar l'Alè d'Akília per salvar la Lia al Bosc de Gènesi, l'Aarch no té altra opció que expulsar en Rocket de manera definitiva. Ara en D'Jok ja veu més clar que el campionat se'ls escaparà de les mans, però abans de tornar a Akília, en Sinedd farà una oferta molt interessant a en Rocket. A més, avui sabrem qui serà el nou porter de l'equip!             |                                                      |                              |                            |
| 29 | «Un equip reinventat» «A Team Reinvented»            | 12 d'abril de 2008           | 4 d'octubre de 2008        |
| L'Aarch continua buscant un substitut a en Rocket. En D'Jok ha suggerit en Mark i la Lia està convençuda que en Rocket ha tornat a Akília. El que no sap és que en Sinedd l'ha engrescat a jugar a Infrabol, una mena de futbol molt perillós que es juga a l'Esfera, un esport sense regles... L'Aarch, a més, ha demanat a l'Artegor de fer un amistós.                         |                                                      |                              |                            |
| 30 | «El capità nou» «The New Captain»                    | 13 d'abril de 2008           | 5 d'octubre de 2008        |
| La Lia no s'ha agafat gaire bé que l'Aarch hagi nomenat en D'Jok capità de l'equip. En Clamp, a més, ha comentat a en Sonny que ha vist en Bleylok... I això vol dir que podria estar viu! D'altra banda, l'amistós entre la Gent de Gel i les Ombres té tots els números per acabar sent molt poc amistós... Comencen els partits!                                               |                                                      |                              |                            |
| 31 | «La tornada a casa» «The Homecoming»                 | 19 d'abril de 2008           | 11 d'octubre de 2008       |
| La Gent de Gel han viatjat fins a Akília per donar-li una sorpresa a l'Ahito, que s'està recuperant de la seva malaltia. Allà jugaran un partit contra els seus propis clons. La bona notícia és que l'Ahito tornarà a Gènesi amb els seus companys, però encara no està prou bé per jugar. La Lia també s'adonarà que en Rocket no va tornar a Akília. On deu ser?               |                                                      |                              |                            |
| 32 | «El reglament de l'Infrabol» «Netherball Rules!»     | 20 d'abril de 2008           | 12 d'octubre de 2008       |
| En Norata ara dona la culpa a l'Aarch de la desaparició d'en Rocket i la Lia s'ha barallat amb en D'Jok perquè el veu molt content de ser el nou capità de l'equip. En el fons, però, tots saben que sense en Rocket no tenen cap possibilitat de guanyar la Copa. Avui, precisament, s'enfronta a en Kernor en un partit d'infrabol que promet ser brutal.                       |                                                      |                              |                            |
| 33 | «Dubtes interns» «Doubts Within»                     | 26 d'abril de 2008           | 18 d'octubre de 2008       |
| En Rocket continua sense donar senyals de vida. En D'Jok el substituirà en el partit de les estrelles que s'ha de celebrar a l'estadi Gènesi. Mentrestant, la Lia, en Norata i la Kyra es dedicaran a buscar el seu company desaparegut, la qual cosa no serà gaire fàcil, tenint en compte que Gènesi és enorme. Per cert, en Microice s'ha enamorat de la Yuki!                 |                                                      |                              |                            |
| 34 | «La caiguda d'en Rocket» «Rocket's decent»           | 27 d'abril de 2008           | 19 d'octubre de 2008       |
| En Sonny ha ordenat als seus homes que busquin en Rocket. Ell és l'únic que els pot conduir fins a en Bleylok, si és que encara és viu... Avui, precisament, en Rocket s'enfrontarà a en Woowamboo, l'estrella dels Wambas. A més, en un laboratori secret descobrirem què hi ha, en realitat, darrere de l'Infrabol. Per cert, falta poc perquè comenci el Campionat!            |                                                      |                              |                            |
| 35 | «El partit de les estrelles» «The All-Stars»         | 3 de maig de 2008            | 25 d'octubre de 2008       |
| En D'Jok continua tenint malsons, potser perquè és a punt de començar el partit de les estrelles... potser no. La qüestió és que avui les estrelles, entrenats per l'Aarch, s'enfrontaran als Technodroides versió 3, en un partit on podrem veure l'espectacular flux d'en Luur, l'Escalfor de Xenó. D'altra banda, l'Arty sentirà una conversa sobre en Rocket...               |                                                      |                              |                            |
| 36 | «Rocket contra Sinedd» «Rocket vs Sinedd»            | 4 de maig de 2008            | 26 d'octubre de 2008       |
| En contra de la voluntat d'en Bleylok i en Harris, en Sinedd s'enfrontarà a en Rocket en un partit d'Infrabol que podria portar molta cua. A més, l'Aarch ja ha comunicat a l'Ahito que no podrà jugar el primer partit de lliga. T'imagines que el substituirà? L'Arty i en Bennett, d'altra banda, seguiran en Wolfen i en Zoran per fer un descobriment crucial.               |                                                      |                              |                            |
| 37 | «Els campions ensopeguen» «The Champions Stumble»    | 10 de maig de 2008           | 1 de novembre de 2008      |
| Ja és segur que la Gent de Gel hauran de jugar el primer partit del Campionat contra els Wambas sense en Rocket. El pare de la Lia, d'altra banda, li ha comunicat a la seva filla que en Rocket no ha sortit mai de l'estadi Gènesi. On deu ser, doncs?! El partit, per cert, no comença gaire bé pel nostres amics. Pot ser que els eliminin a la primera ronda?!               |                                                      |                              |                            |
| 38 | «L'última batalla» «Last Stand»                      | 11 de maig de 2008           | 2 de novembre de 2008      |
| L'equip de la Gent de Gel no és el mateix sense en Rocket i l'Ahito. L'única possibilitat que tenen de capgirar el marcador contra els Wambas és fent entrar l'Ahito, possiblement substituint la Yuki. D'en Rocket encara no se'n tenen notícies, però en Mark sap un secret que podria ser vital per trobar-lo. El problema és que té por d'explicar-lo.                        |                                                      |                              |                            |
| 39 | «Sense flux» «Fluxless»                              | 17 de maig de 2008           | 8 de novembre de 2008      |
| Les Ombres tenen tots els números per guanyar el primer partit contra els Pirates. Amb el seu flux llegendari, la Boira, van estar a punt de guanyar l'última final de copa de Futbol Galàctic. Incomprensiblement, però, i després d'una maniobra molt cruel d'en Bleylock, les Ombres comencen a perdre un partit que no se'ls hauria d'escapar de les mans.                    |                                                      |                              |                            |
| 40 | «Nou ordre» «New Order»                              | 26 de juliol de 2008         | 9 de novembre de 2008      |
| En Sonny i els seus homes han quedat com els culpables de l'explosió del planeta de les Ombres i els Pirates ja estan desqualificats de la competició. A més, avui la Gent de Gel coneixeran el nou Rocket, que encara no té clar si continuarà jugant. En Bleylok i en Harris estan contents que en Sonny hagi pogut fugir, però per què continuen acumulant Flux?               |                                                      |                              |                            |
| 41 | «Revelacions» «Revelations»                          | 27 de juliol de 2008         | 15 de novembre de 2008     |
| L'Aarch s'ha quedat perplex en saber que en Rocket no tornaria a jugar amb la Gent de Gel. La Lia avui descobrirà que la Technoid té els seus pares segrestats perquè van ser testimonis de l'explosió del planeta de les Ombres. En Mei, per ajudar-la, li presentarà en Corso. A més, avui hi ha el partit de quarts de final entre els Xenons i els Ciclops.                   |                                                      |                              |                            |
| 42 | «Regles noves» «New Rules»                           | 2 d'agost de 2008            | 16 de novembre de 2008     |
| Per fi en Sonny ha descobert què hi ha darrere de l'Infrabol. L'Esfera és la clau de tot i en Bleylok està barrejant el Flux dels jugadors per crear una arma molt poderosa. A més, avui coneixerem el nou segon entrenador de la Gent de Gel: l'Artegor Nexus! D'altra banda, la Lia i en Sonny han trobat la presó de la Technoid.                                              |                                                      |                              |                            |
| 43 | «Portes obertes» «Open Doors»                        | 3 d'agost de 2008            | 22 de novembre de 2008     |
| En l'intent de salvar els seus pares, la Lia, en Sonny Blackbones i la resta de pirates han quedat atrapats a la presó Vuit-cinc-u de la Technoid. A més, avui la Gent de Gel s'enfronten als temibles Rykers. És el partit de quarts de final i ho tenen molt complicat sense en Rocket i la Lia. Els substituiran la Yuki i en Mark, que ho hauran de donar tot...              |                                                      |                              |                            |
| 44 | «La intervenció d'en Warren» «Warren Steps In»       | 9 d'agost de 2008            | 23 de novembre de 2008     |
| Avui en D'Jok participarà al Gran Concurs de Xuts, on també es trobarà amb en Warren, en Luur, en Kernor, en Lun-Zaera i moltes altres estrelles del Futbol Galàctic. En Sonny i en Clamp, d'altra banda, descobriran el gran secret d'en Bleylok... |                                                      |                              |                            |
| 45 | «Els Technodroides V-3» «The Technodroid V3s»        | 10 d'agost de 2008           | 29 de novembre de 2008     |
| Continuen els quarts de final! Avui els Llampecs s'enfronten als Technodroides V-3, els robots futbolistes més avançats. A més, l'Arty i en Bennet descobriran el laboratori secret d'en Bleylok! La Gent de Gel, d'altra banda, s'entrenen amb els holojugadors dels Xenons. Saben que si mai s'hi han d'enfrontar, serà un partit molt complicat...                             |                                                      |                              |                            |
| 46 | «L'estrella caiguda» «The Fallen Star»               | 16 d'agost de 2008           | 30 de novembre de 2008     |
| La Lia és conscient que l'única manera de recuperar en Rocket és guanyant-lo en un partit d'infrabol. Avui, per fi ha tingut el coratge de presentar-se a l'Esfera per desafiar el seu gran amic, que està tan canviat que ni tan sols la reconeix. Pot ser que realment sigui invencible, en Rocket? I la Lia, en sortirà viva, d'aquest partit que es presenta tan emocionant?! |                                                      |                              |                            |
| 47 | «Artegor, l'entrenador» «Coach Artegor»              | 17 d'agost de 2008           | 6 de desembre de 2008      |
| La Gent de Gel estan molt contents de tornar a tenir en Rocket a l'equip, que s'ha quedat molt sorprès en veure que l'Artegor n'és l'entrenador. És evident, però, que encara no està preparat per jugar. Això sí, l'Artegor, per fi, veurà el seu somni fet realitat: les Ombres, que han recuperat el flux, s'enfrontaran als Xenons a la semifinal.                            |                                                      |                              |                            |
| 48 | «En Rocket, el migcampista» «Rocket, The Midfielder» | 23 d'agost de 2008           | 7 de desembre de 2008      |
| En contra dels desitjos de la Maya, en D'Jok serà al partit de semifinals contra els Llampecs, on hi juga el seu heroi, en Warren. A mitja part l'Aarch encara no veu la Gent de Gel amb ganes de guanyar. D'altra banda, a l'estadi Gènesi, veurem que en Harris s'endurà els dispositius de flux de les cambres de la Technoid.                                                 |                                                      |                              |                            |
| 49 | «El destí» «Destiny»                                 | 24 d'agost de 2008           | 8 de desembre de 2008      |
| Som a la segona part del partit de semifinals entre els Llampecs i la Gent de Gel, que perden per 2 a 0. Avui els revulsius seran en Rocket i en D'Jok. L'Ahito continua amagant la seva malaltia i insisteix que vol seguir jugant. Seran capaços de derrotar els increïbles Llampecs per arribar a la gran final?!                                                              |                                                      |                              |                            |
| 50 | «Els preparatius finals» «Final Preparations»        | 31 d'agost de 2008           | 13 de desembre de 2008     |
| Per fi en Sonny ha descobert les veritables intencions d'en Bleylok: destruir l'estadi Gènesi! La Gent de Gel, per la seva part, ja s'han començat a entrenar per la gran final contra els Xenons, però la veritat és que estan menys concentrats que de costum. També han arribat els seus pares, que voldrien sortir a sopar amb ells, però la Gent de Gel té altres plans...   |                                                      |                              |                            |
| 51 | «Un equip desfet» «A Team Unravels»                  | 31 d'agost de 2008           | 14 de desembre de 2008     |
| Tot i que la Gent de Gel són els actuals campions, els favorits per guanyar la final de copa són els Xenons, amb el seu increïble flux. Mentrestant, l'Art i en Bennet han trobat en Bleylok, però han perdut els dispositius de flux! La destrucció de l'estadi Gènesi, que està ple a vessar, podria ser imminent! Serà capaç d'evitar-ho, en Bennett?                          |                                                      |                              |                            |
| 52 | «La venjança d'en Bleylock» «Bleylocks Revenge»      | 6 de setembre de 2008        | 20 de desembre de 2008     |
| Estem en plena final i la Gent de Gel perden per un gol. En Rocket proposarà una estratègia als seus companys per donar la volta al partit, però els queda molt poc temps. Mentrestant, a l'espai, en Sonny i els seus pirates persegueixen en Bleylok, que ja té els làsers apuntant l'estadi! El final promet ser apoteòsic!                                                    |                                                      |                              |                            |

### Tercera temporada
| # | Títol                                                                    | Data d'estrena internacional | Data d'estrena a Catalunya |
| --- | ------------------------------------------------------------------------ | ---------------------------- | -------------------------- |
| 53 | «Estrelles en perill» «Stars in Danger»                                  | 5 de juliol de 2010          | Sense anunciar             |
| Després de guanyar per segona vegada consecutiva la Copa de Futbol Galàctic, la Gent de Gel, que actualment són a Akília fent un partit amistós, reben la notícia de Lord Fènix, un personatge misteriós, que organitza un nou torneig al planeta Paradísia, més espectacular que mai i obert a tots els equips amb diversitat de fluxos i jugadors de tots els planetes.                    |                                                                          |                              |                            |
| 54 | «El trencament» «The Break-up»                                           | 6 de juliol de 2010          | Sense anunciar             |
| La Mei finalment apareix amb en Sinedd per comunicar als seus companys que participarà en el torneig de Paradísia, però amb l'equip de les Ombres. En Rocket, conscient que el seu oncle s'ha quedat desconcertat per la notícia, li demana a l'Artegor que els ajudi a preparar-se per al torneig. La Gent de Gel ja són a Paradísia, però en Rocket té un mal pressentiment...             |                                                                          |                              |                            |
| 55 | «Benvinguts a Paradísia» «Welcome to Paradisia»                          | 7 de juliol de 2010          | Sense anunciar             |
| La Gent de Gel arriben a Paradísia i descobreixen que Lord Fènix té preparat un torneig de luxe. A més, Lord Fènix vol que Paradísia tingui flux propi, tot i que la misteriosa Vega li recorda que això té un preu. Tots els equips busquen nous jugadors. La Yuki ha fitxat per les Electres i en Rocket s'ha fixat amb la Lun-Zia, una jugadora dels Wambas.                              |                                                                          |                              |                            |
| 56 | «Una estratègia nova» «A New Strategy»                                   | 8 de juliol de 2010          | Sense anunciar             |
| Les forces de seguretat de Paradísia persegueixen en Sonny i els seus pirates, que volten per l'espai. Lord Fènix, després de fer-li una oferta molt temptadora a en D'Jok, comença a penedir-se d'haver fet tractes amb la misteriosa Vega i envia un missatge codificat que intercepten en Sonny i en Corso. Pot ser que en D'Jok deixi de jugar amb la Gent de Gel?!                      |                                                                          |                              |                            |
| 57 | «Ressonància» «Resonance»                                                | 4 de setembre de 2010        | Sense anunciar             |
| En Rocket, que aviat es podria convertir en el capità de la Gent de Gel, acaba de conèixer la Nikky 4, una de les jugadores del misteriós Equip Paradísia i no li ha fet gaire bona espina. Més tard, mentre practicava l'Alè d'Akília, ha caigut a terra desmaiat. D'altra banda, la Vega amenaça Lord Fènix de revelar la seva identitat a tot l'univers.                                  |                                                                          |                              |                            |
| 58 | «Que comenci l'espectacle!» «May the Show Begin!»                        | 11 de setembre de 2010       | Sense anunciar             |
| La Lia va a l'hospital a veure en Rocket, però resulta que ja n'ha marxat i que és a la platja amb la Lun-Zia. Avui comencen els partits que enfrontaran les Ombres amb les Rykers i les Electres amb els Ciclops. D'altra banda, amb els Pirates capturats, en Sonny descobreix la identitat de Lord Fènix, però la Vega decideix desfer-se'n per sempre.                                   |                                                                          |                              |                            |
| 59 | «Pares i fills» «Fathers and Sons»                                       | 18 de setembre de 2010       | Sense anunciar             |
| Mentre en Sonny continua en estat greu, en D'Jok i la Gent de Gel es preparen per als seus respectius partits. L'Equip Paradísia s'enfrontarà als Wambas i la Gent de Gel a l'equip dels Pirates. En Rocket continua tenint problemes amb l'Alè d'Akília i en Clamp li explica a en D'Jok, que s'està començant a adaptar al seu nou equip, que el seu pare està molt malalt.                |                                                                          |                              |                            |
| 60 | «L'altra cara de Paradísia» «The Other Side of Paradisia»                | 25 de setembre de 2010       | Sense anunciar             |
| Avui dos enfrontaments espectaculars: els Xenons contra els Technodroides V4, a la Gran Cúpula, i els Llampecs contra els Tigres Vermells, al Palau Fondo. Al final del partit dels Llampecs queda clar que en Warren pateix el mateix mal que en Rocket. Mentre en Sonny continua inconscient, en Bennett segueix el submarí de la Vega, convençut que el durà fins al multiflux.           |                                                                          |                              |                            |
| 61 | «El secret del Palau Fondo» «The Secret of Deep Stadium»                 | 10 d'octubre de 2011         | Sense anunciar             |
| La Gent de Gel es disposen a passar ronda davant dels Xenons, que només pensen en la venjança. L'Arty i en Bennett, que segueixen la Vega, entren en un laboratori secret i descobreixen tot de màquines que xuclen el flux dels jugadors del Palau Fondo, igual que feien a l'Infrabol, però els guàrdies robot els impedeixen de comunicar-ho a en Corso.                                  |                                                                          |                              |                            |
| 62 | «Amics i enemics» «Friends and Enemies»                                  | 11 d'octubre de 2011         | Sense anunciar             |
| Tothom espera amb emoció que comenci la primera semifinal, que enfrontarà les Electres amb l'equip de les Ombres. La Mei i la Yuki, les dues ex-jugadores de la Gent de Gel, es veuran les cares per primera vegada. Mentrestant, la Lia, en Micro-Ice i en Harvey arriben al laboratori secret de la Vega, on hi ha atrapats l'Arty i en Bennett.                                           |                                                                          |                              |                            |
| 63 | «Batalla per la final» «Battle for the Final»                            | 12 d'octubre de 2011         | Sense anunciar             |
| Paradísia ja té el seu propi flux, cosa que explica les misterioses tremolors que hi ha hagut últimament i que encén totes les alarmes. Avui, a més, comença la segona semifinal, la que enfrontarà l'Equip Paradísia, amb en D'Jok com a capità, contra la Gent de Gel. La Lia, d'altra banda, veu la Lun-Zia i en Rocket fent-se un petó.                                                  |                                                                          |                              |                            |
| 64 | «Traïció al camp» «Betrayal on the Field»                                | 13 d'octubre de 2011         | Sense anunciar             |
| El vencedor de la semifinal que enfronta l'Equip Paradísia amb la Gent de Gel es decidirà a la tanda de penals. Els nervis estan a flor de pell i la Nikki4 intenta convèncer en D'Jok que traeixi els seus antics companys. En Rocket continua patint el fenomen conegut com la "ressonància" i ha d'abandonar el camp pels problemes amb el seu flux.                                      |                                                                          |                              |                            |
| 65 | «Fase final» «Endgame»                                                   | 14 d'octubre de 2011         | Sense anunciar             |
| Durant la final del torneig, entre les Ombres i l'Equip Paradísia, comencen a haver-hi unes tremolors a tot el planeta que fan pensar que s'ha activat l'Operació Paradís Fosc. Resulta que Lord Fènix ha injectat tones de multiflux al nucli de Paradísia i cal evacuar el planeta immediatament. En podran fugir a temps la Gent de Gel i tots els seus companys?                         |                                                                          |                              |                            |
| 66 | «Un nou començament» «A New Start»                                       | 15 d'octubre de 2011         | Sense anunciar             |
| Han passat dos mesos des de l'evacuació de Paradísia i en Brim Simbra, gran mestre de la Societat del Flux, i Lord Fènix, cap suprem de Paradísia, continuen desapareguts. En Sonny i companyia descobreixen la identitat del misteriós soci de Lord Fènix que, d'altra banda, ha demanat a la Federació que avanci la data de la Copa.                                                      |                                                                          |                              |                            |
| 67 | «Destins encreuats» «Crossed Fates»                                      | 16 d'octubre de 2011         | 14 d'octubre de 2012       |
| La Federació, per exigències d'en Harris, ha decidit oficialment avançar la data d'inici de la Copa de Futbol Galàctic. La Gent de Gel s'hauran de reinventar si volen tenir opcions de guanyar-la. La Lun-Zia intenta dominar l'Alè d'Akília per seguir jugant amb la Gent de Gel, però no li és gens fàcil. I la Yuki, amb quin equip acabarà jugant?                                      |                                                                          |                              |                            |
| 68 | «Els secrets de l'alè» «The Secrets of the Breath»                       | 17 d'octubre de 2011         | 14 d'octubre de 2012       |
| Avui comença el nou torneig de Copa de Futbol Galàctic amb un partit que es presenta més emocionant que mai: la Gent de Gel contra els Wambas de la Lun-Zia. D'altra banda, en Warren ha anat a veure en D'Jok per parlar del nou projecte que ha començat amb l'Artegor. Mentrestant, en Clamp és amb els Pirates ideant un pla per aturar l'amenaça de la galàxia.                         |                                                                          |                              |                            |
| 69 | «Famílies reagrupades» «Reconstituted Families»                          | 18 d'octubre de 2011         | 20 d'octubre de 2012       |
| Mentre en Warren, en D'Jok i l'Artegor tiren endavant el projecte del Club Galàctic, la nova acadèmia de futbol galàctic, la Mei intenta convèncer en D'Jok perquè torni amb la seva família de debò, la Gent de Gel. Avui, amb el partit que enfronta l'Equip Paradísia i els Ciclops se sabran tots els equips que passen als quarts de final.                                             |                                                                          |                              |                            |
| 70 | «L'ombra d'en Sinedd» «Sinedd's Shadow»                                  | 19 d'octubre de 2011         | 20 d'octubre de 2012       |
| El primer partit de quarts de final, que promet ser espectacular, enfronta la Gent de Gel amb l'equip d'en Sinedd, les Ombres. En Clamp i els Pirates ja han dissenyat l'antimultiflux, però ara necessiten multiflux per acabar-lo de fabricar i es veuen obligats a anar fins a Paradísia a buscar-lo. Abans, però, en Thran els donarà una notícia que els deixarà de pedra.              |                                                                          |                              |                            |
| 71 | «El fantasma de Paradísia» «The Ghost of Paradisia»                      | 20 d'octubre de 2011         | 21 d'octubre de 2012       |
| En Clamp i els pirates ja estan a punt per anar a Paradísia a buscar multiflux, que els servirà per acabar de fabricar l'antimultiflux. Tot i la negativa d'en Clamp, en Thran s'acaba colant de polissó a la nau. Mentrestant, a l'estadi Gènesi es comença a palpar la tensió precedent al segon partit de quarts de final, que enfrontarà l'Equip Paradísia amb els Llampecs.             |                                                                          |                              |                            |
| 72 | «La volta del pirata» «Walk for a Pirate»                                | 21 d'octubre de 2011         | 21 d'octubre de 2012       |
| Al planeta Paradísia, en Clamp, els Pirates i en Thran reben un senyal misteriós amb el detector d'en Thran. Pot ser que es tracti d'en Harris? Mentrestant, a l'estadi Gènesi, els Pirates i les Electres es juguen una plaça a les semifinals. D'altra banda, la Dama Simbai deixa tothom parat amb un descobriment que fa de l'Alè.                                                       |                                                                          |                              |                            |
| 73 | «Adéu Paradísia» «Farewell, Paradisia»                                   | 22 d'octubre de 2011         | 27 d'octubre de 2012       |
| S'acosta l'inici de la semifinal que enfrontarà la Gent de Gel amb els Xenons, però en Thran continua desaparegut. Mentre la Gent de Gel perfeccionen el seu joc d'equip amb l'holoentrenador del Club Galàctica, en Sonny i els Pirates continuen investigant el laboratori secret del Palau Fondo. De sobte, en Clamp sent un soroll molt fort que ve del nucli de Paradísia.              |                                                                          |                              |                            |
| 74 | «Tots alhora!» «All Together!»                                           | 23 d'octubre de 2011         | 27 d'octubre de 2012       |
| Per motius que encara no es coneixen, els membres de l'Equip Paradísia decideixen quedar-se tancats al seu hotel. A més, després de l'escàndol del petó holovisat, l'equip de la Gent de Gel podrien quedar desqualificats. D'altra banda, la Maya demana al pare de la Tia que l'ajudi a localitzar els pares d'en Sinedd, que encara viuen a la Frontera 17.                               |                                                                          |                              |                            |
| 75 | «Il·lusions perdudes» «Lost Illusions»                                   | 24 d'octubre de 2010         | 28 d'octubre de 2012       |
| L'Aarch, després de l'escàndol del petó holovisat, decideix nomenar en Rocket nou entrenador de la Gent de Gel. En Magnus fa xantatge a la Vega i a en Harris, amenaçant-los de revelar la identitat de les jugadores de l'Equip Paradísia. A la Frontera 17 l'ambaixador i la Maya es troben amb els pares d'en Sinedd. I avui, una altra semifinal: les Electres contra l'Equip Paradísia. |                                                                          |                              |                            |
| 76 | «La segona oportunitat» «The Second Chance»                              | 25 d'octubre de 2011         | 28 d'octubre de 2012       |
| Gràcies als jugadors del Club Galàctica, en Clamp ja té prou mostres de flux per fabricar l'antimultiflux. D'altra banda, els Pirates, després de capturar el gat d'en Harris, per fi aconsegueixen accedir a la seva memòria virtual. En Sinedd torna a ser jugador de la Gent de Gel, però encara no té clar si ha de donar una altra oportunitat als seus pares.                          |                                                                          |                              |                            |
| 77 | «A tots els fronts» «On all Fronts»                                      | 26 d'octubre de 2011         | 3 de novembre de 2012      |
| En Sinedd s'esforça per tornar a dominar l'Alè d'Akília mentre s'acosta el dia de la gran final de la Copa de Futbol Galàctic entre la Gent de Gel i l'Equip Paradísia. Els Pirates per fi han localitzat en Harris, i en Clamp està a punt d'acabar de construir l'antimultiflux. Mentrestant, l'Aarch i en Norata continuen buscant la bomba de multiflux.                                 |                                                                          |                              |                            |
| 78 | «Les estrelles d'Akília són eternes» «The Stars of Akillian are Eternal» | 27 d'octubre de 2011         | 3 de novembre de 2012      |
| En plena final, l'Aarch i en Norata aconsegueixen localitzar la bomba de multiflux. En Harris, aleshores, decideix activar-la i deixar la Gent de Gel sense l'Alè d'Akília. Seran capaços de vèncer l'Equip Paradísia sense la seva millor arma?! I els Pirates, seran a temps d'aturar en Harris amb l'antimultiflux de Clamp?!                                                             |                                                                          |                              |                            |